# مارسل گودیویه
مارسل گودیویه (فرانسوی: Marcel Godivier‎; ۱۷ ژانویهٔ ۱۸۸۷ – ۹ فوریهٔ ۱۹۶۳) دوچرخه‌سوار اهل فرانسه بود.